# 尊意
尊意（そんい）は、
1. 仏教用語の1つで、尊い師僧の意見を伺うという意味。法戦式などで使用される。
2. 平安時代の僧。本記事にて詳述する。

尊意（そんい、貞観8年（866年）- 天慶3年2月24日（940年4月4日））は、平安時代中期の天台宗の僧、13世天台座主。通称は梨本祖師、号は法性房。俗姓は息長丹生真人（おきながのにう の まひと）。

## 略歴
近江国（現在の滋賀県米原市上丹生）に生まれる。元慶3年（879年）、比叡山に入り、7年後の仁和2年（886年）に受戒して天台の奥義を究めたという。
鴨川東の吉田寺で地獄絵を見て発心し、初め栂尾寺の賢一に、次いで比叡山極楽寺の増全に師事して天台教学を学び、また玄昭から密教の法を受け、円珍からは菩薩戒を受けた。延長4年（926年）、13世天台座主に任じられた。仏頂尊勝法・不動法の修法を得意とする験者として知られ、延長3年（925年）の大旱魃に際して醍醐天皇の詔を受けて祈雨の法を修すると見事に雨を降らせ、平将門の乱において大威徳法または毘沙門天法を修して平将門の調伏にも霊験があったと伝えられている。晩年には大僧都に至った。当初は極楽浄土への往生を願っていたが、没時には弥勒兜率天往生願生に改めたとされる。没後、僧正法印位を追贈された。
米原市上丹生には法性房趾と称する所があり、尊意出生地として伝えられている。
米原市松尾寺梵鐘の調査によると、有縁寺院として記述されている箇所がある。
近隣の水源“いぼとり水”が産洗いの水と言い伝えられている。
菅原道真の仏教学の師とされている。
『僧妙達蘇生注記』には、平将門を悪しき修法により滅した罪により地獄に落ち、天王となった将門と一日に十度戦う身となり、また藤原忠平は九頭竜になってしまったと記される。

## 『北野天神縁起絵巻』
『北野天神縁起絵巻』には、以下の伝承が載っている。
ある時、比叡山延暦寺にいた尊意のもとへ道真の霊が現れた。霊をザクロの実でもてなすと「復讐にあたって、梵天と帝釈天の許可を得た。例え天皇からの命令であっても、私を阻止するような事はしないで欲しい」と道真の霊に頼まれる。尊意はこれを「天皇から二度三度と出動要請があれば、断る事はできません」と断る。すると、激怒した道真は、とっさにザクロをつかみ、口に含んだかと思うと、種ごと吹き出した。種は炎となって燃え上がり、傍らの戸に引火するも尊意は印を結び水を放ち消し止めた。尊意はそのまま道真の霊を追っていく。鴨川まで来ると突然、川の水位が上がり始め、とうとう土手を越えて町中に流れ込んできた。尊意は手にした数珠をひともみして祈ると、水の流れは二つに分かれ一つの石が現れた。石の上には道真の霊が立っていた。尊意僧正との問答の末、道真の霊は雲の上に飛び去り、それまで荒れ狂っていた雷雨がぴたりとやんだという。
また、『吏部王記』『日本紀略』『扶桑略記』では、醍醐天皇が崩御するまでの祈祷の様子と臨終出家の戒師をつとめたことが書かれている。